# Стьярнан

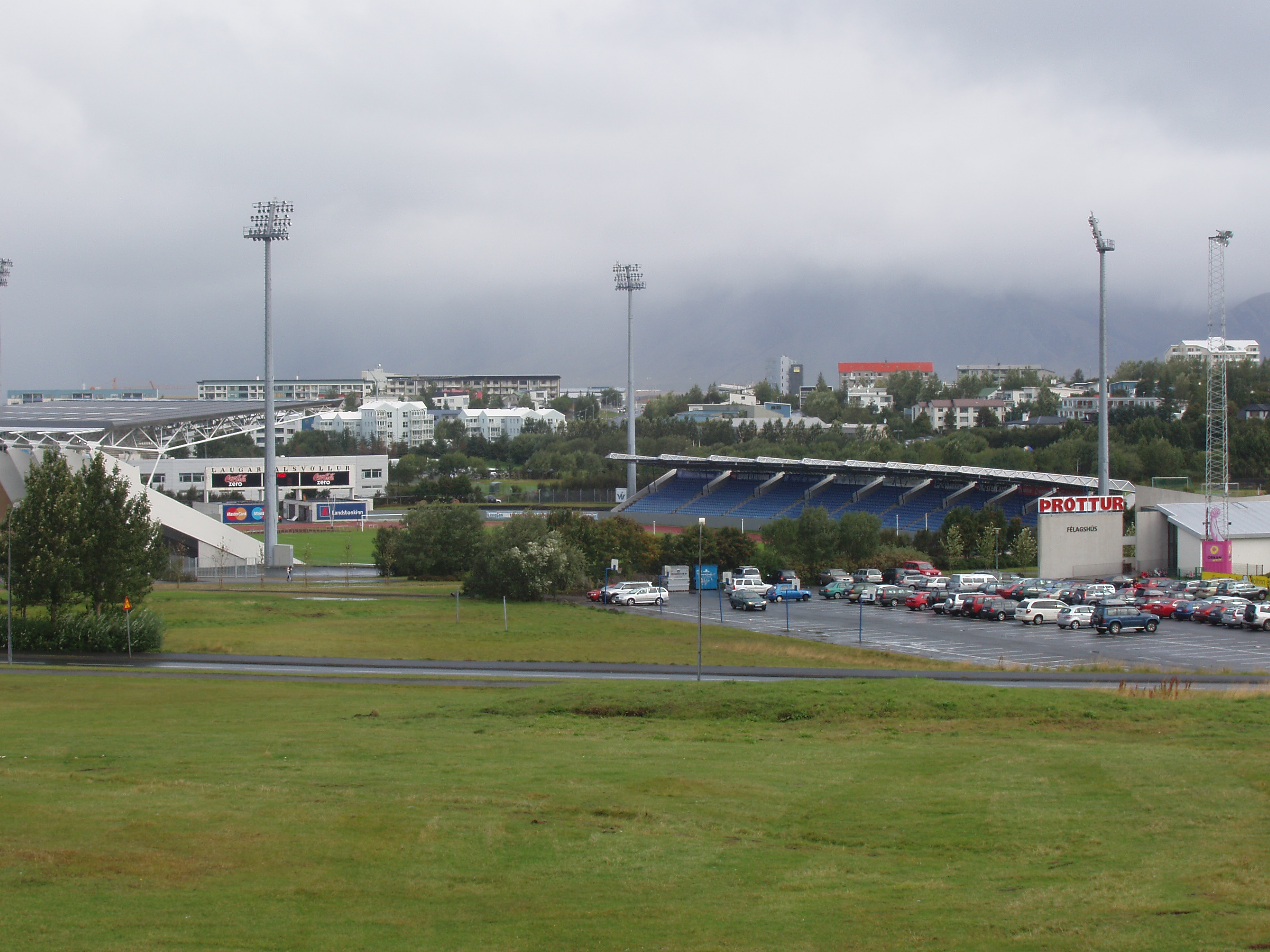
Стадион сборной «Лаугардалсвёллур», на котором клуб сыграл домашний матч ЛЕ с итальянским «Интером» (20 августа 2014)

«Стьярнан» (исл. Knattspyrnudeild Stjörnunnar) — исландский футбольный клуб из Гардабайра, пригорода Рейкьявика. Основан 30 ноября 1960 года. Домашние матчи проводит на стадионе «Самсунг вётлюр», вмещающем 1400 зрителей. С исландского языка слово «Stjarnan» переводится как «Звезда».
В сезоне 2014 года впервые в истории выиграл чемпионат Исландии по футболу.

## История клуба
Спортивный клуб «Стьярнан» был основан 30 ноября 1960 года в городе Гардабайр (регион Хёвюдборгарсвайдид) местным активистом Фридриксини Брага. Изначально клуб представлял виды спорта, пользующиеся наибольшей популярностью в стране: гандбол, баскетбол, волейбол, гимнастика и плавание. Позднее добавилась секция по футболу.
Помимо мужской команды, клуб представлен и в женском футболе. Женская команда «Стьярнан» как и мужская выступает в высшей лиге чемпионата Исландии среди женщин. Три раза женская команда «Стьярнан» выигрывала чемпионат Исландии (в 2011-м, 2013-м, и 2014-м годах). В сезоне 2016 вновь стала чемпионом. Также команда три раза выигрывала кубок Исландии.
Большое значение клуб придает воспитанию и привлечению в спорт исландской молодежи. Воспитанники клуба регулярно приглашаются в молодежную и юниорскую сборную Исландии. Клуб имеет развитую инфраструктуру и стабильную финансовую поддержку.
В начале 1990-х годов «Стьярнан» принял участие в первом розыгрыше местного чемпионата по американскому футболу, в котором стал победителем.
В 1989 году команда стала победителем Первого дивизиона, опередив клуб «ИБВ» из Вестманнайяра.
В сезоне 1990 «Стьярнан» дебютировал в высшей лиге. Команда заняла высокое пятое место по итогам сезона, что, несомненно, стало успешным результатом для новичка турнира.
Несмотря на удачный дебют, уже через год, в сезоне 1991 года команда заняла девятое место и покинула лигу.
На второй год пребывания в Первом дивизионе, в сезоне 1993 клуб занял второе место, пропустив вперед лидера турнира «Брейдаблик». Команда вернулась в высшую лигу.
Сезон 1994 в высшей лиге вышел неудачным: с двумя победами в активе и набрав наименьшее количество очков, «Стьярнан» стал худшей командой лиги по всем статистическим показателям. Команда вернулась в Первый дивизион.
Однако участие в низшей лиге продлилось недолго. Уже в следующем сезоне «Стьярнан» стал серебряным призером и вместе с чемпионом первенства клубом «Фюлкир» вновь поднялся в элиту.
На сей раз клуб задержался в высшей лиге. Сезон 1996 года команда провела на достойном уровне и завершила выступление на высоком шестом месте.
Но уже в следующем сезоне повторилась ситуация шестилетней давности: вновь последовало провальное выступление. За 18 матчей сезона команда набрала лишь семь очков и с единственной победой в активе покинула высшую лигу.
Таким образом, клуб будет барражировать между дивизионами, став очередной командой-лифт чемпионата.
В 1999 году «Стьярнан» снова занял второе место в Первом дивизионе и в очередной раз добился повышения в классе.

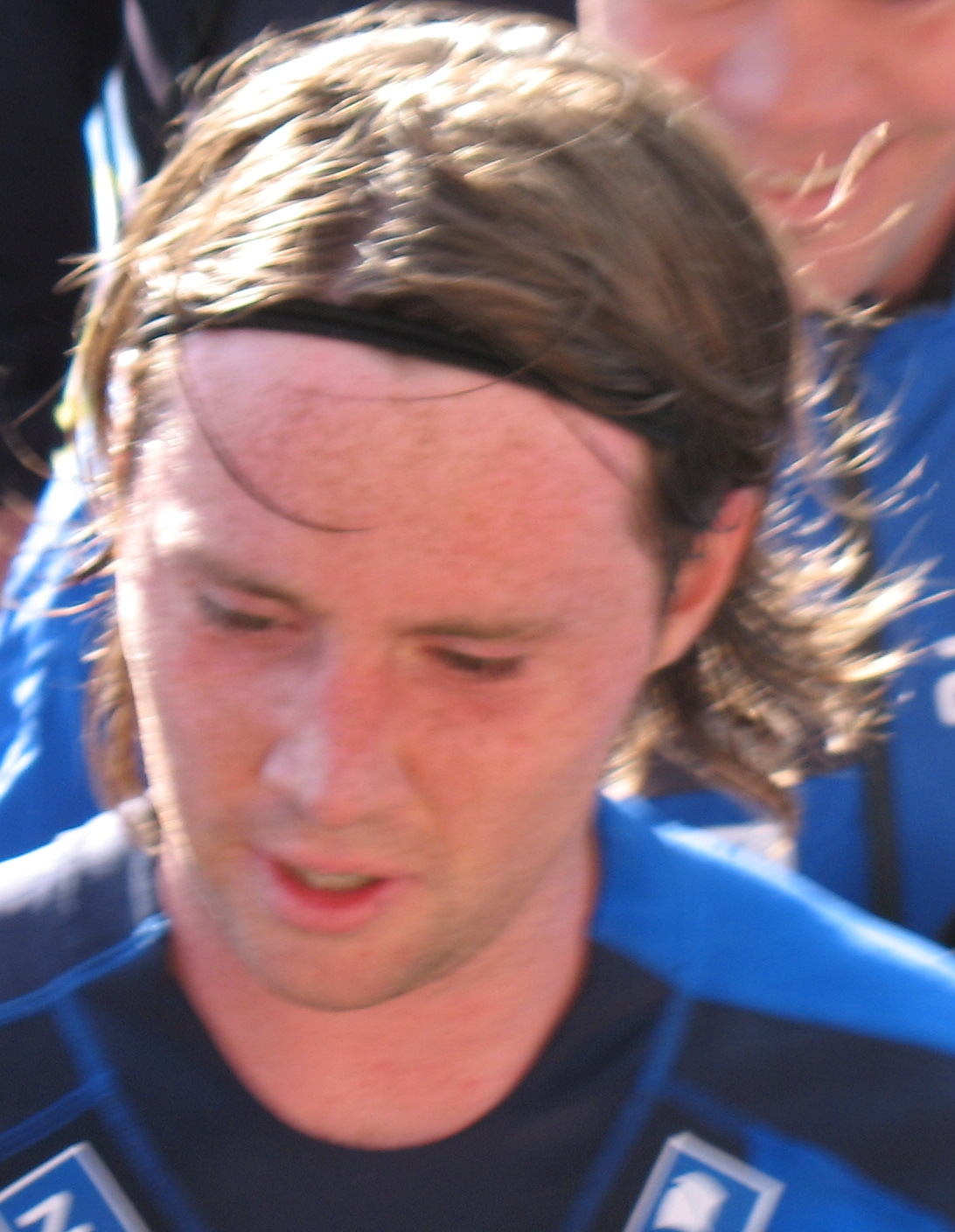
Капитан команды Вейгар Палл Гуннарссон

Весь сезон 2000 года команда шла вровень с конкурентами по борьбе за выживание, однако итоговых 17 очков все равно не хватило клубу для сохранения прописки в элите: по дополнительным показателям команда уступила спасительную восьмую строчку «Фраму» и покинула турнир.
Последний вылет надолго вывел «Стьярнан» из элитного первенства. С сезона 2001 по сезон 2004 команда проведет в Первом дивизионе, занимая места в середине турнирной таблицы.
Сезон 2004 года стал последним для команды в дивизионе. Команда провела свой худший сезон в турнире и, заняв последнее место, впервые за много лет вылетела во Второй дивизион.
Участие во Втором дивизионе было недолгим. В 2005 году «Стьярнан» занял второе место и наряду с чемпионом лиги клубом «Лейкнир» из Рейкьявика поднялся в Первый дивизион.
В своем первом сезоне после возвращения в Первый дивизион команда заняла пятое место.
Через два года, в сезоне 2008, на третий год участия в первенстве, «Стьярнан» занял уже знакомую вторую строчку, пропустив вперед лидера турнира «ИБВ» из Вестманнайяра. Спустя восемь лет команда вернулась в высшую лигу чемпионата Исландии.
С сезона 2009 и до сегодняшнего дня «Стьярнан» неизменный участник высшей лиги. Первый сезон после возвращения в элиту команда завершила на седьмом месте.
В июле 2010 года мировые СМИ облетело видео с необычными способами празднования забитых голов игроками клуба. Оригинальные способы отмечать голы впечатлили болельщиков по всему миру, а на портале YouTube количество просмотров роликов с забитыми мячами клуба превысило миллион. Игроки команды весело изображали езду на велосипеде, ловлю лосося, греблю, плавание, туалет, Рэмбо и др. СМИ сообщали, что футболисты специально отрабатывали способы празднования голов на тренировках.
В 2011 году «Стьярнан» занял четвертое место, но из-за выхода в финал кубка Исландии команды «Тор» из Акюрейри, уступившего в нем чемпиону лиги клубу «КР», так и не попал в еврокубки. По окончании сезона «Тор» покинул первенство, но как финалист кубка попал в Лигу Европы.
В дальнейшем «Стьярнан» два раза выходил в финал кубка Исландии: в сезоне 2012 и в сезоне 2013, но оба раза уступал столичным командам: в 2012-м «КР», а в 2013-м «Фраму» в серии пенальти.
В сезоне 2013 клуб занял итоговое третье место, впервые в своей истории став бронзовым призером национального чемпионата. Команде предстоял дебют в Лиге Европы – втором по значимости клубном турнире под эгидой УЕФА.

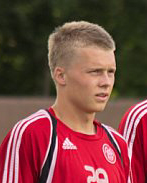
Датский нападающий команды Рольф Тофт

Дебютное выступление в еврокубках сезона 2014/15 в рамках квалификационного этапа Лиги Европы не сулило клубу высоких результатов, учитывая один из самых низких рейтингов команды среди всех участников турнира. Однако «Стьярнан» быстро развеял сомнения скептиков. В первом раунде квалификации команда играючи легко расправилась с валлийским «Бангор Сити» – 8:0. Во втором раунде в соперники клубу достался более искушенный боец – опытный шотландский «Мазервелл». Шотландцы выглядели фаворитом пары, но «Стьярнан» не дрогнул: отыгравшись на последней минуте с пенальти на «Фир Парк», в Исландии команды разошлись с тем же счетом – 2:2. Казалось, судьба встречи решится лишь в серии одиннадцатиметровых, но неожиданный удар полузащитника клуба Этли Йоханнссона на 114-й минуте застал врасплох голкипера шотландцев – 3:2. В третьем раунде в соперники «Стьярнану» достался один из сильнейших клубов чемпионата Польши – «Лех» из Познани. Польский коллектив выглядел явным фаворитом пары, но и тут «Стьярнан» не растерялся и не дрогнул перед именитым соперником. 31 июля 2014 года в домашнем матче на «Стьярнувёллур» команда добилась неожиданной победы: 1:0. Победный гол оформил датчанин Рольф Тофт. В ответной встрече в Польше «Лех» был полон взять реванш за неожиданное фиаско от дерзкого новичка турнира. Однако «Стьярнан» героически отстоял устраивавшую его нулевую ничью в Познани и даже мог вырвать победу. Сенсационная виктория клуба над вторым подряд явным фаворитом стала грандиозным успехом команды и возбудила широкий интерес со стороны спортивных СМИ.
К раунду плей-офф Лиги Европы «Стьярнан» подходил в статусе главной команды-открытия еврокубковой квалификации сезона 2014/15. Как награда за труды в соперники команде достался один из сильнейших футбольных клубов Европы итальянский «Интер». 20 августа 2014 года на стадионе национальной сборной «Лаугардалсвёллур» в Рейкьявике «Стьярнан» сыграл свой самый важный матч в своей истории на тот момент. В присутствии рекордной домашней аудитории в 9 830 зрителей «Стьярнан» ожидаемо уступил итальянцам со счетом 0:3. В ответной игре на легендарном «Сан Сиро» в Милане «Интер» довершил разгром, отправив еще шесть безответных мячей. 
Таким образом, «Стьярнан» стал первым футбольным клубом Исландии, прошедшим весь путь с первого до последнего раунда квалификации еврокубков. Достижение впечатляет еще и тем, что «Стьярнан» впервые участвовал в еврокубковом турнире.

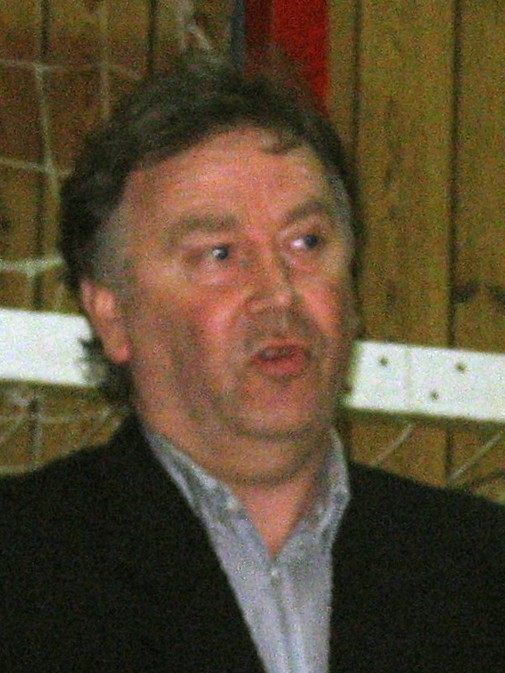
Бывший наставник команды Логи Оулафссон (апрель 2007)

4 октября 2014 года на домашней арене клуба «ФХ» «Каплакрики» был сыгран матч последнего тура чемпионата Исландии сезона 2014. По сути это был «золотой матч», поскольку в нем решалась судьба чемпионских медалей. Перед последним туром обе команды подошли без единого поражения в активе, но «ФХ» опережал «Стьярнан» на два балла. Только победа в очной встрече могла принести команде чемпионский титул. Поначалу игра складывалась в пользу клуба. На 40-й минуте счет открыл нападающий «Стьярнана» Олафур Карл Финсен. Казалось, все складывается в пользу команды. Однако уже на 60-й минуте неожиданный фол капитана Вейгара Палла Гуннарссона оставил «Стьярнан» в численном меньшинстве. Спустя пять минут после удаления нападающий «ФХ» Стевен Леннон сравнял счет – 1:1. «ФХ» уверенно доигрывал матч в численном большинстве, удерживая необходимый результат, однако боязнь пропустить в итоге сыграла злую шутку с командой: на последней, 93-й минуте матча защитники «ФХ» допустили роковой фол в штрафной площади. Исполнять решающий пенальти матча и всего сезона взялся Олафур Карл Финсен, уже распечатавший ворота соперника ранее. Нервы форварда не дрогнули: Финсен четко реализовал одиннадцатиметровый и принес «Стьярнану» первый чемпионский титул в клубной истории.
После матча произошел любопытный казус: победа «ФХ» выглядела настолько очевидной, что черно-белые ленточки (клубные цвета «ФХ») чемпионского кубка нужно было срочно менять на бело-голубые цвета «Стьярнана».
В матче был побит рекорд посещаемости в рамках чемпионата Исландии: стадион «Каплакрики» собрал рекордные 6450 зрителей, максимальную вместимость арены.
2014 год стал самым успешным для футбольного клуба в его истории. Примечателен факт, что в чемпионском сезоне «Стьярнан» не потерпел ни одного поражения, тем самым повторив достижение клуба «Валюр» 36-летней давности.
В сезоне 2016 года «Стьярнан» занял второе место в чемпионате, впервые став вице-чемпионом.

## Достижения клуба
- Избранная Лига
  - Чемпион (1): 2014
  - Вице-чемпион (1): 2016
  - Бронзовый призёр (1): 2013

- Первый дивизион
  - Чемпион (1): 1989
  - Второе место (4): 1993, 1995, 1999, 2008

- Кубок Исландии
  - Победитель (1): 2018
  - Финалист (2): 2012, 2013

- Суперкубок Исландии
  - Победитель (2): 2015, 2019

## Тренеры клуба
- Олафур Тор Гудьёнссон (врио) (Январь 2010 – Декабрь 2010)
- Бьярни Йоханссон[исл.] (Январь 2010 – Декабрь 2012)
- Логи Оулафссон (Январь 2013 – Октябрь 2013)
- Рунар Палл Сигмундссон[итал.] (Январь 2014 – н. в.)

## Статистика выступлений с 2005 года
| Сезон | Ранг | Турнир          | Место | И  | В  | Н  | П  | ГЗ | ГП | РГ  | Очки | Кубок      | Исход |
| ----- | ---- | --------------- | ----- | -- | -- | -- | -- | -- | -- | --- | ---- | ---------- | ----- |
| 2005  | 3    | Второй дивизион | 2     | 18 | 9  | 6  | 3  | 42 | 25 | +17 | 33   | 3-й раунд  |       |
| 2006  | 2    | Первый дивизион | 5     | 18 | 6  | 6  | 6  | 26 | 23 | +3  | 24   | 3-й раунд  |       |
| 2007  | 2    | Первый дивизион | 9     | 22 | 5  | 5  | 12 | 39 | 44 | -5  | 20   | 4-й раунд  |       |
| 2008  | 2    | Первый дивизион | 2     | 22 | 14 | 5  | 3  | 47 | 22 | +25 | 47   | 3-й раунд  |       |
| 2009  | 1    | Премьер лига    | 7     | 22 | 7  | 5  | 10 | 45 | 44 | +1  | 26   | 3-й раунд  |       |
| 2010  | 1    | Премьер лига    | 8     | 22 | 6  | 7  | 9  | 39 | 42 | -3  | 25   | 1/4 финала |       |
| 2011  | 1    | Премьер лига    | 4     | 22 | 10 | 7  | 5  | 51 | 35 | +16 | 37   | 3-й раунд  |       |
| 2012  | 1    | Премьер лига    | 5     | 22 | 8  | 10 | 4  | 44 | 38 | +6  | 34   | Финалист   |       |
| 2013  | 1    | Премьер лига    | 3     | 22 | 13 | 4  | 5  | 34 | 25 | +9  | 43   | Финалист   |       |
| 2014  | 1    | Премьер лига    | 1     | 22 | 15 | 7  | 0  | 42 | 21 | +21 | 52   | 4-й раунд  |       |
| 2015  | 1    | Премьер Лига    | 4     | 22 | 9  | 6  | 7  | 32 | 24 | +8  | 33   | 4-й раунд  |       |
| 2016  | 1    | Премьер лига    | 2     | 22 | 12 | 3  | 7  | 43 | 31 | +12 | 39   | 4-й раунд  |       |
| 2017  | 1    | Премьер лига    | -     | -  | -  | -  | -  | -  | -  | -   | -    | –          |       |

## Выступления в еврокубках
| Сезон   | Турнир                | Раунд                   | Соперник      | Дома   | В гостях | Общий счёт |  |
| ------- | --------------------- | ----------------------- | ------------- | ------ | -------- | ---------- |  |
| 2014/15 | Лига Европы УЕФА      | Первый отборочный раунд | Бангор Сити   | 4:0    | 4:0      | 8:0        |  |
| 2014/15 | Лига Европы УЕФА      | Второй отборочный раунд | Мазервелл     | 3:2(д) | 2:2      | 5:4        |  |
| 2014/15 | Лига Европы УЕФА      | Третий отборочный раунд | Лех Познань   | 1:0    | 0:0      | 1:0        |  |
| 2014/15 | Лига Европы УЕФА      | Плей-офф раунд          | Интер Милан   | 0:3    | 0:6      | 0:9        |  |
| 2015/16 | Лига чемпионов УЕФА   | Второй отборочный раунд | Селтик        | 1:4    | 0:2      | 1:6        |  |
| 2017/18 | Лига Европы УЕФА      | Первый отборочный раунд | Шемрок Роверс | 0:1    | 0:1      | 0:2        |  |
| 2018/19 | Лига Европы УЕФА      | Первый отборочный раунд | Нымме Калью   | 3:0    | 0:1      | 3:1        |  |
| 2018/19 | Лига Европы УЕФА      | Второй отборочный раунд | Копенгаген    | 0:2    | 0:5      | 0:7        |  |
| 2019/20 | Лига Европы УЕФА      | Первый отборочный раунд | ФКИ Левадия   | 2:1    | 2:3(д)   | 4:4(г)     |  |
| 2019/20 | Лига Европы УЕФА      | Второй отборочный раунд | Эспаньол      | 1:3    | 0:4      | 1:7        |  |
| 2021/22 | Лига конференций УЕФА | Первый отборочный раунд | Богемиан      | 1:1    |          |            |  |